# Rupert (Idaho)
Pour les articles homonymes, voir Rupert.
La ville de Rupert est le siège du comté de Minidoka, situé dans l'Idaho, aux États-Unis. Sa population s’élevait à 5 554 habitants lors du recensement de 2010.

## Source
- (en) Cet article est partiellement ou en totalité issu de l’article de Wikipédia en anglais intitulé « Rupert, Idaho » (voir la liste des auteurs).